# Ludwig Beissner
Ludwig Beissner est un jardinier et un spécialiste de la dendrologie allemand, né le 6 juillet 1843 à Ludwigslust et mort le 21 décembre 1927. Il est inspecteur du jardin botanique de Brunswick (de) puis en 1887, inspecteur du jardin botanique de Bonn (de).
Il s'intéresse particulièrement aux Gymnospermes et publie en 1891 un Handbuch der Nadelholzkunde, qu'il réédite en 1909, complété par un chapitre sur les Gnetaceae ; une troisième édition (1930) sera publiée après sa mort par Jost Fitschen.